# Liste de jeux Williams Electronic Manufacturing Company
Ne doit pas être confondu avec Liste de jeux Williams Manufacturing Company, Liste de jeux Williams Electronics ou Liste de jeux Williams Electronics Games.
La liste de jeux Williams Electronic Manufacturing Company répertorie les jeux d’arcade, ainsi que les flippers produits par Williams Electronic Manufacturing Company. Ces jeux ont été manufacturés de 1958 à 1967.

## Flippers mécaniques
- Big-Deal (1963)
- Kick Off (1967)

## Flippers électromécaniques
- 10th Inning (1964)
- 1962 World Series (1962)
- 1963 A.L. Twins (1963)
- 21 (1960)
- 3 Coins (1962)
- 3-D (1958)
- 4 Roses (1962)
- 8 Ball (1966) (1966)
- A Go Go (1966)
- Alpine Club (1965)
- Apollo (1967)
- Base Hit (1967)
- Batting Champ (1961)
- Beat the Clock (1963)
- Beat Time (1967)
- Big Chief (1965)
- Big Daddy (1963)
- Big Deal (1963)
- Big Inning (1963)
- Big League (1966)
- Big Strike (1966)
- Black Jack (1960)
- Bobo (1961)
- Bowl A Strike (1965)
- Caravelle (1961)
- Casanova (1966)
- Casino (1958)
- Coquette (1962)
- Crossword (1959)
- Darts (1960)
- Deluxe Batting Champ (1961)
- Deluxe Official Baseball (1960)
- Deluxe PinchHitter (1959)
- Derby Day (1967)
- Double Barrel (1961)
- Double Play (1965)
- Driving Range (1965)
- Eager Beaver (1965)
- El Toro (1963)
- Extra Inning (1962)
- Fiesta (1959)
- Four Roses (1962)
- Friendship 7 (1962)
- Full House (1966)
- Golden Gloves (1960)
- Grand Slam (1964)
- Heat Wave (1964)
- Highways (1961)
- Hollywood (1961)
- Hollywood Driving Range (1965)
- Hot Line (1966)
- Jolly Jokers (1962)
- Jolly Roger (1967)
- Jumpin' Jack's (1963)
- Jungle (1960)
- King Pin (1962)
- Kismet (1961)
- Lucky Strike (1965)
- Magic City (1967)
- Magic Clock (1960)
- Magic Town (1967)
- Mardi Gras (1962)
- Merry Widow (1963)
- Metro (1961)
- Mini Golf (1964)
- Moulin Rouge (1965)
- Music Man (1960)
- Nags (1960)
- Official Baseball (1960)
- Official Baseball (1960)
- Oh Boy (1964)
- Palooka (1964)
- PinchHitter (1959)
- Pitch And Bat (1966)
- Pot 'O' Gold (1965)
- Pretty Baby (1965)
- Reserve (1961)
- River Boat (1964)
- Rocket (1959)
- San Francisco (1964)
- Sea Wolf (1959)
- Serenade (1960)
- Shangri-La (1967)
- Ski Club (1965)
- Skill Pool (1963)
- Skill-Ball (1961)
- Soccer (1964)
- Space Ship (1961)
- Spot Pool (1959)
- Stop 'N' Go (1964)
- Swing Time (1963)
- Teacher's Pet (1965)
- Ten Spot (1961)
- Tic-Tac-Toe (1959)
- Tom Tom (1963)
- Top Hand (1966)
- Touchdown (1967)
- Trade Winds (1962)
- Vagabond (1962)
- Valiant (1962)
- Viking (1960)
- Whoopee (1964)
- Wing Ding (1964)
- Zig Zag (1964)

## Jeux d'arcade
- 1963 Major League (1963, jeu de balle et de batte)
- Arctic Gun (1967, jeu de tir)
- Crusader (1959, jeu de tir)
- Hercules (1959, jeu de tir)
- Road Racer (1961, jeu de course)
- Space Glider (1959, jeu de tir)
- Ten Strike (1958, jeu de bowling)
- Titan (1959, jeu de tir)
- Vanguard (1959, jeu de tir)